# Édouard Corbière
Pour les articles homonymes, voir Corbière.
Jean Antoine René Édouard Corbière, né le 1er avril 1793 à Brest (Finistère) et mort le 27 septembre 1875 à Morlaix (Finistère), est un officier de marine, armateur, journaliste et écrivain français. Surtout connu pour avoir rédigé Le Négrier (1832), il est considéré comme le père du roman maritime en France. Il est également le père du poète Tristan Corbière (1845-1875).

## Biographie

### Origines
La famille Corbière est originaire du Haut-Languedoc (le hameau de Valès, aujourd'hui sur la commune du Bez, à l'est de Castres, dans le Tarn). À la naissance d'Édouard le 1er avril 1793 à Brest, son père est capitaine d'infanterie de Marine. Sa mère, Jeanne-Renée Dubois, est née à Morlaix en 1768. Édouard est le troisième de quatre enfants.

### Les années de formation
Orphelin de père en 1802, le jeune Édouard n'a alors d'autre choix que d'entrer dans la Marine pour subvenir aux besoins de sa famille. Il devient mousse en 1804 à l'âge de onze ans, puis novice en 1806, et aspirant dès 1807 sur une canonnière qui sera coulée lors d'un combat contre un brick anglais en 1811. Fait prisonnier pendant une année, Édouard Corbière témoigne des conditions de détention d'un ponton britannique. Il est cependant peu probable qu’il en ait lui-même fait l’expérience, du fait de son statut d’officier. Plus vraisemblablement il fut prisonnier dans une Parole town, à Tiverton (Devon), ville où les prisonniers sont logés chez l'habitant, astreints à résidence et percevant une solde. Revenu à Brest en 1812, il est attaché à la direction des mouvements du port, puis navigue en tant qu'aspirant de deuxième classe. En mai 1816, un an après la Restauration, il est écarté de la Marine en raison de ses opinions libérales.

### Publiciste et voyageur occasionnel
Devenu pamphlétaire, il fonde en 1818 à Brest le journal satirique La Guêpe. Dans un écrit de 1819, il y raille l'échec d'une mission jésuite à Brest, ce qui lui vaut d'être poursuivi devant la cour d'assises de Quimper. Il est finalement acquitté en janvier 1820.
Ses déboires avec la justice royale le poussent à reprendre la mer, cette fois au commerce. Pendant deux ans, il embarque comme second capitaine sur un navire qui parcourt les côtes de l’Afrique et du Brésil.
En 1823, il s'installe à Rouen où il renoue avec son activité de publiciste en fondant le quotidien La Nacelle. Cette année-là, il publie notamment un Précis sur la traite des Noirs, commerce qu’il dénonce comme « la plus affreuse violation du droit des gens et le trafic le plus humiliant pour l’espèce humaine ». À cette même époque, la traite négrière est encore pratiquée dans le port du Havre, alors même qu'elle est illégale depuis 1815. Ce texte, qui décrit les horreurs du trafic des esclaves, préfigure Le négrier, son roman à succès qu'il publiera neuf ans plus tard.
Cette fois-ci, ses écrits condamnent Édouard Corbière le 6 mai 1823 à un an de prison. À nouveau, l’appel de la mer lui permet d’éviter l’enfermement. Il devient le capitaine de la Niña, un vieux trois-mâts de prise britannique, puis du Royal-Louis,, et navigue pendant cinq années entre Le Havre et la Martinique. Ses voyages lui inspirent notamment des poésies publiées, en 1825, dans le recueil Les Brésiliennes.

### Les débuts littéraires
Ayant définitivement posé sac à terre au Havre, en 1828, à la suite de la perte du Royal-Louis, il est aussitôt sollicité par Stanislas Faure, gérant du Journal du Havre, pour en devenir le rédacteur en chef, poste qu'il occupe jusqu'en 1839. Il demeure dans l'équipe du journal jusqu'en 1843. Sous son impulsion, ce quotidien, qui n’était qu’une maigre « feuille d’annonces », devient un organe d'information commercial et maritime de première importance. Il crée une publication de récits et recueils d'évènements de mer : Le Navigateur : journal des naufrages et des autres événements nautiques qui comporte 18 numéros publié entre 1829 et 1838 (listes de numéros : Le Navigateur : ancien titre « Le Navigateur : revue maritime» Vol. 1 de avril 1829 - vol. 8 de 1833 et la nouvelle série du t. 1 de 1834 au t. 10 de 1838) Il est absorbé par : Journal de la marine. Revue des voyages.
Entre-temps, il rédige plus de dix romans à succès dont le plus connu, Le Négrier (1832), lui confère une célébrité nationale. Ce roman se présente comme le "Journal de bord" d'un corsaire devenu sur le tard trafiquant d'esclave sur les côtes d'Afrique.
Avec Eugène Sue, il est l'un des initiateurs du roman maritime en France.

### L'entrepreneur
En 1839, il crée, avec quelques amis, la "Compagnie des paquebots à vapeur du Finistère", qui assure la liaison entre Le Havre et Morlaix. Exportant des produits alimentaires, cette compagnie achemina aussi vers Le Havre de nombreux émigrés bretons, à bord du Morlaisien, puis du Finistère, et, à partir de 1867 du Morlaix. Édouard Corbière en est l'un des administrateurs, puis le directeur, jusqu'à sa mort. Cette ligne maritime Morlaix-Le Havre subsista jusqu'en 1907, année de sa fermeture en raison de la concurrence du rail. Charles Le Goffic a décrit la vie difficile des émigrés bretons du Havre dans son roman La Payse.

### Les dernières années
En 1844, son mariage avec Marie-Angélique-Aspasie Puyo, fille cadette de son ami Joachim Puyo, négociant, entraîne son installation définitive à Morlaix. Il y lance des régates en 1851, puis propose, sans succès, l'ouverture d'une souscription nationale. Il souhaite en effet que la France aligne un yacht lors d'une régate autour de l'île de Wight, animée par le Royal Yacht Squadron. Le 22 août 1851, le schooner America remporte le trophée historique qui, depuis, porte le nom de « coupe de l'America ».
Corbière est aussi membre du conseil municipal de Morlaix en 1855 et 1860. Entré à la Chambre de commerce en 1848, il en est le vice-président de 1866 à 1868, puis le président de 1868 à mars 1875.
Il meurt le 27 septembre 1875. Quelques mois plus tôt, la disparition de son fils aîné, Édouard-Joachim, plus connu sous le nom de Tristan Corbière, l'a profondément affecté. La mort d'Édouard Corbière est ressentie comme un véritable deuil public tant au Havre qu’à Morlaix. Le Morlaix, de la Compagnie des paquebots à vapeur du Finistère, ainsi que tous les autres navires du port finistérien, mettent leurs pavillons en berne dès l'annonce du décès. Lors des obsèques, le cercueil est porté par des marins du Morlaix. En 1880, Le Havre honore sa mémoire en donnant son nom à une petite rue du centre ville. Plus tard, un hommage similaire est rendu par la ville de Brest. Morlaix et Roscoff font de même en 1905 et 1911. En 1906, le conseil d'administration de la Compagnie des paquebots à vapeur du Finistère décide de baptiser son cinquième et dernier vapeur l'Édouard Corbière, caboteur à vapeur construit en 1907 pour le compte de la C.A des Paquebots à Vapeur du Finistère. Le bateau est réquisitionné au Havre en 1915. L'armement fondé par Édouard Corbière en 1839 disparaît en 1921, à défaut d'avoir été intégralement remboursé par l'État pour la perte de son dernier vapeur, torpillé en Méditerranée le 19 juin 1917 et coulé devant Gallipoli, dans le canal d’Otrante par un sous-marin autrichien.

## Publications
- À la Liberté publique, dithyrambe, 1819 Texte en ligne
- Le Dix-Neuvième Siècle, satire politique, 1819 Texte en ligne
- La Marotte des Ultra, ou Recueil des chansons patriotiques, 1819 Texte en ligne
- Trois Jours d'une mission à Brest, 1819 Texte en ligne
- La Lanterne magique, pièce curieuse représentant la Chambre des Députés de 1819, 1819 Texte en ligne
- Les Philippiques françaises, poème, 1820
- Notre Âge, satire, 1821
- Élégies brésiliennes, suivies de Poésies diverses, et d'une Notice sur la traite des noirs, 1823 Texte en ligne
- Brésiliennes, 1825 Texte en ligne
- Corbière à Corbière. Épître à Son Excellence le comte de Corbière, 1827
- Poésies de Tibulle, traduites en vers français, 1829
- Les Pilotes de l'Iroise, roman maritime, 1832
- Contes de bord, 1833 Texte en ligne
- La Mer et les marins, scènes maritimes, 1833 Texte en ligne
- Le Prisonnier de guerre, roman maritime, 1834
- Le Négrier, aventures de mer, 4 vol., 1834 Texte en ligne tome 1 tome 2 tome 3 tome 4
- Scènes de mer, 2 vol., 1835 Texte en ligne 1 2
- Le Banian, roman maritime, 2 vol., 1836
- Les Folles-brises, 2 vol., 1838 Texte en ligne 1 2
- Les Trois Pirates, 2 vol., 1838
- Tribord et bâbord, roman maritime, 2 vol., 1840 Texte en ligne 1 2
- Pelaio, roman maritime, 2 vol., 1843 Texte en ligne 1 2
- Les Îlots de Martin Vaz, roman maritime, 2 vol., 1843 Texte en ligne 1 2
- Cric-Crac, roman maritime, 2 vol., 1846 Texte en ligne 1 2
- Pétition maritime à l'Assemblée nationale, 1848
- Questions soumises à l'enquête sur la marine marchande, 1851

## Hommages
Des rues portent son nom au Havre (1880), à Brest, Morlaix (1905) et Roscoff (1911).